# System Locked Pre-installation
System Locked Pre-installation (souvent abrégé en SLP ; traduction française littérale, préinstallation verrouillée au système) est une procédure utilisée par les principaux fabricants d'équipement d'origine (OEM) afin de préactiver Microsoft Windows avant la distribution de masse.

## Les versions de SLP
La procédure System Locked Pre-installation est disponible en sept versions :
1. SLP (communément appelé SLP 1.0) ;
2. SLP 2.0 ;
3. SLP 2.1 ;
4. SLP 2.2 ;
5. SLP 2.3 ;
6. SLP 2.4 ;
7. SLP 2.5 ;
8. SLP 2.6 ;
9. SLP 2.7 ;
10. SLP 3.0.

Ces versions coïncident à peu près avec les versions de Windows NT :
| Version   | Versions de Windows                            |
| --------- | ---------------------------------------------- |
| SLP (1.0) | Windows XP, Windows Server 2003                |
| SLP 2.0   | Windows Vista, Windows Server 2008             |
| SLP 2.1   | Windows 7, Windows Server 2008 R2              |
| SLP 2.2   | Windows Server 2012                            |
| SLP 2.3   | Windows Server 2012 R2                         |
| SLP 2.4   | Windows Server 2016                            |
| SLP 2.5   | Windows Server 2019                            |
| SLP 2.6   | Windows Server 2022                            |
| SLP 2.7   | Windows Server 2025                            |
| SLP 3.0   | Windows 8, Windows 8.1, Windows 10, Windows 11 |

## Fonctionnement
Les systèmes d'exploitation qui utilisent SLP 1.0 vérifient une chaîne de caractères particulière dans le BIOS de l'ordinateur lors du démarrage. Si la chaîne de caractères ne correspond à ce qui est attendu, le système invite l'utilisateur à activer sa copie comme lors d'une activation standard.
SLP 2.0 et SLP 2.1 fonctionnent de la même manière. Cela verrouille efficacement le système d'exploitation sur la carte mère qualifiée. En outre, si un utilisateur effectue une installation propre de Windows et si le fabricant a fourni à l'utilisateur un disque d'installation (pas un disque System Recovery qui est une image du disque dur), l'utilisateur n'aura pas à activer le système d'exploitation, étant donné que l'installation est effectuée sur la même carte mère.
En outre, comme le contrôle ne concerne que le BIOS et non le reste du matériel, un utilisateur peut changer pratiquement tous les composants matériels de la machine, à l'exception de la carte mère, sans déclencher une demande de réactivation. Dans le cas d'un remplacement de la carte mère, si la nouvelle carte mère est de la même marque et du même modèle que la carte originale, le système acceptera souvent la nouvelle carte sans demander une réactivation.
Les fabricants ne reçoivent généralement que quelques clés SLP de Microsoft. Une redevance est payée par le fabricant pour chaque système vendu muni d'une clé SLP. Chaque fabricant reçoit sa propre copie modifiée de Windows qui reconnaît ses propres clés SLP.
Windows 8 s'installe sur n'importe quelle carte mère UEFI contenant une clé de produit Microsoft crypté valide, car une redevance a été prépayée. Il est très probable qu'une redevance OEM est bien moindre que le prix de détail de la même version de Windows.
Les installations SLP nécessitent une clé de produit maîtresse émise pour chaque fabricant OEM, unique à l'édition spécifique de Windows, comme Home (XP), Starter, Home Basic, Home Premium, Professional, Ultimate, Server, etc. Cette clé SLP est différente de la clé de produit imprimée sur le certificat d'authenticité apposé sur l'ordinateur. La clé de produit du certificat d'authenticité est utilisée dans les cas où la licence Windows stockée est invalidée pour une raison quelconque et une réactivation est requise.
Le 28 février 2005, Microsoft a tenté de réduire le piratage de logiciels en invalidant les clés de produit provenant de certificat d'authenticité lors d'une activation en ligne et forçant une activation par téléphone. Cela ne s'appliquait pas aux clés SLP qui pouvaient encore être utilisées pour une activation hors ligne.
Si la clé de produit utilisée pour l'activation est perdue, des programmes de recherche de clés  facilement disponibles sur Internet peuvent trouver la clé sur un ordinateur, mais seules les clés SLP permettent à l'utilisateur d'éviter l'activation lors d'une réinstallation.

## Contournements
Depuis l'introduction de SLP 2.0, des pirates ont pu créer des chargeurs d'amorçage (bootloaders) frauduleux basés sur le chargeur d'amorçage GRUB4DOS (en). Ces chargeurs sont capables d'émuler la présence d'une chaîne de caractères SLP (comme celle de Dell ou d'Acer) dans le BIOS. Un tel chargeur combiné avec une clé de produit SLP peut activer illégalement une installation Windows Vista ou Windows 7. Une telle activation frauduleuse est très difficile à détecter. Cette méthode peut être intégrée dans un disque d'installation Windows pour activer le système d'exploitation au démarrage initial.
Une autre méthode de contournement consiste à modifier le BIOS pour y insérer la table SLP 2.1, qui peut être utilisée pour remplacer les clés mises en liste noire, ou pour ajouter la table SLP aux cartes mères qui ne l'ont pas. Les ordinateurs de certaines marques, telles que Dell, ont déjà la table SLP dans leur BIOS. Sur un tel système, un logiciel au détail piraté peut être converti en version OEM en installant le certificat approprié dans le système d'exploitation, ce qui rend la version de Windows authentique. Les pirates appellent les copies de Windows activées de cette façon des Pirated Genuine Microsoft Software.
Avec SLP 3.0, les clés OEM SLP ne sont plus utilisées. Au lieu de cela, un outil est utilisé par l'OEM pour intégrer une clé unique dans le BIOS de chaque ordinateur, ce qui rend les versions grand public de Windows 8 et 10 très difficiles à pirater en utilisant la technique d'insertion SLP.

## Clés de produit génériques publiées par Microsoft
Microsoft a publié les clés de produit génériques suivantes que les utilisateurs peuvent saisir pour éviter l'activation du produit sur un ordinateur compatible SLP :
(Veuillez noter que les clés suivantes ne sont pas des clés de licence en volume. La source d'installation doit être activée en mode SLP par le fabricant. Microsoft n'a pas publié une clé pour Windows XP Home Edition, mais la clé de toute installation activée par SLP de XP Home Edition peut être utilisée sur tout autre ordinateur XP Home Edition, quelle que soit sa marque. Les CD d'installation compatibles SLP fournissent généralement la clé nécessaire automatiquement, sans que l'utilisateur ait à la fournir.)
| Nom du produit                                | Clé du produit                |
| --------------------------------------------- | ----------------------------- |
| Windows XP Professional (32-bit)              | MVF4D-W774K-MC4VM-QY6XY-R38TB |
| Windows XP Professional (64-bit)              | FM634-HJ3QK-6QVTY-RJY4R-XCR9J |
| Windows XP Tablet PC Edition                  | XT67V-GY7FW-GR6FR-WDK2C-8T97J |
| Windows Server 2003 R2 Standard Edition x86   | PWBJC-22697-D4CVH-FCJWW-DTF9J |
| Windows Server 2003 R2 Standard Edition x64   | XCP6P-7WVXP-F8FQ4-JV6CD-6XV28 |
| Windows Server 2003 R2 Enterprise Edition x86 | XHPV3-PTCWJ-7Y94F-Q6BVH-J849J |
| Windows Server 2003 R2 Enterprise Edition x64 | WQ3GW-Y8GQW-8VJYB-JYM43-D24C8 |
| Windows Server 2003 R2 Datacenter Edition x86 | FXYF6-VTXGX-3JPX9-HJ9K4-6TKTW |
| Windows Server 2003 R2 Datacenter Edition x64 | KDX8X-FYW4T-C6D9J-BKM6M-M89TW |
| Windows Server 2003 R2 Web Edition x86        | GM8KD-GB7JY-QGQYP-XRV74-RT728 |
| Windows 8                                     | 46V6N-VCBYR-KT9KT-6Y4YF-QGJYH |
| Windows 8 Professional                        | V7C3N-3W6CM-PDKR2-KW8DQ-RJMRD |
| Windows 8 N                                   | 7QNT4-HJDDR-T672J-FBFP4-2J8X9 |
| Windows 8 Professional N                      | 4NX4X-C98R3-KBR22-MGBWC-D667X |
| Windows 8 Single Language (Emerging Markets)  | NH7GX-2BPDT-FDPBD-WD893-RJMQ4 |
| Windows 10 Home                               | 46J3N-RY6B3-BJFDY-VBFT9-V22HG |
| Windows 10 Home N                             | PGGM7-N77TC-KVR98-D82KJ-DGPHV |
| Windows 10 Pro                                | RHGJR-N7FVY-Q3B8F-KBQ6V-46YP4 |
| Windows 10 Pro N                              | RHGJR-N7FVY-Q3B8F-KBQ6V-46YP4 |
| Windows 10 SL                                 | GH37Y-TNG7X-PP2TK-CMRMT-D3WV4 |
| Windows 10 CHN SL                             | 68WP7-N2JMW-B676K-WR24Q-9D7YC |